# Union sacrée
Als Union sacrée (etwa: geheiligter Bund) wird in Frankreich die Aussetzung innenpolitischer Streitigkeiten angesichts der Verteidigung der Nation im Ersten Weltkrieg bezeichnet.
Den Begriff prägte Staatspräsident Raymond Poincaré in einer Ansprache, die am 4. August 1914, einen Tag nach der deutschen Kriegserklärung, im Parlament verlesen wurde. Zunächst bezog er sich auf die militärische Landesverteidigung. Der Eintritt sozialistischer Politiker in die bürgerliche Regierung von René Viviani führte ab Ende August auch zu einer politischen Einigung.
Einen ähnlichen „Waffenstillstand“ der Parteien für die gleiche Zeit beschreibt in Deutschland der Begriff Burgfrieden. In der ersten portugiesischen Republik wurde ebenfalls die Bezeichnung governo da sagrada união verwendet.
Der Begriff „Union sacrée“ wird heute in französischen Medien auch für andere Zusammenschlüsse ursprünglich gegnerischer Positionen verwendet. So wurde beispielsweise auch bezüglich der deutschen Großen Koalition zwischen CDU und SPD von „Union sacrée“ gesprochen.